# Symphurus normani
Symphurus normani är en fiskart som beskrevs av Chabanaud, 1950. Symphurus normani ingår i släktet Symphurus och familjen Cynoglossidae. Inga underarter finns listade i Catalogue of Life.